# Bregninge (Ærø)
 For alternative betydninger, se Bregninge. (Se også artikler, som begynder med Bregninge)
Bregninge er en landsby på Ærø med 206 indbyggere (2011) . Bregninge er beliggende i Bregninge Sogn på det vestlige Ærø mellem Søby og Vindeballe. Byen tilhører Ærø Kommune og er beliggende i Region Syddanmark. Selve landsbyen er overvejende bebygget på begge sider af landevejen, med enkelte beboede sidegader. .
Bregninge har mange velholdte stråtækte bindingsværkhuse og en middelalderkirke. Forsamlingshuset "Bregninge Sognegaard" har en stor sal med plads til ca. 110 personer og en lille sal med plads til ca. 50-60 personer. Bregninge Lokalråd blev oprettet i 2009 og består af 7 medlemmer.
”Tilflytterhuset” i Bregninge er en fuldt møbleret prøvebolig, som Ærø Kommune stiller til rådighed for mulige tilflyttere. I en fire måneders kan ø-livet afprøves til en billig husleje
Der er en restaurant med 7 værelser, gårdbutikker, gallerier, arbejdende værksteder og butikker, stutteri/rideskole, antikvitetshandel, busselskab, øldepot, rideudstyrsbutik og selvstændige erhvervsdrivende.
Bregninge er officielt kåret som Danmarks første Blomstrende Landsby

## Kirken
Bregninge Kirkes kor og skib er opført i 1200-tallet af rå og kløvet kampsten. Tårn og våbenhus er tilføjet i sengotisk tid omkring 1500. 1883 blev Spiret tækket med egetræsspåner. Kirken er især kendt for sine gotiske søjler, kalkmalerier og den trefløjede altertavle fra ca. 1530, udført af Claus Berg.

## Historie
Bregninge nævnes første gang i 1398 i formen Bregninge, men har antagelig været stedfast siden omkring 1050. Den første bebyggelse er opstået i overgangen mellem vikingetiden og middelalderen.
1483 havde Bregninge 48 gårde, 1533 37 gårde og 1628 27 gårde og 4 huse.
Bregninge blev af Hertug Hans d. Yngres to sønner i 1633 opdelt ved bækken mellem Øster Bregninge og Vester Bregninge, således at den vestlige del af Bregninge kom under Søbygaard, ejet af hertug Joachim Ernst og den østlige del under Voderupgaard, ejet af hertug Philip. Det betød, at bønderne fra Vester Bregninge skulle lave hoveriarbejde på Søbygaard og bønderne fra Øster Bregninge på Voderupgaard. Den hertugelige opdeling af Bregninge ophørte da Frederik 5. købte øen i 1750.
Bregninge Kro var fra 1835 ejet af familien Lauritsen indtil 1967. Bygningen drives i dag ikke som kro, men med salg af antikviteter og genbrugsting.
Fattiggården i Bregninge blev opført i 1873 i udkanten af landsbyen. De ca. 30 fattiglemmer (beboerne) var forpligtet til at arbejde i køkkenhaven eller i værkstederne, hvor der blev lavet træsko, vævet stof og bundet børster. Bestyrerparret boede i en lejlighed på fattiggården. Beboene var kønsopdelt, og der boede mange gamle. En del børn kom alene til fattiggården, hvor de boede indtil de var gamle nok til at komme ud at tjene. Omkring 1940 blev fattiggården lavet om til kommunekontor, men der boede stadig en del ældre mennesker helt frem til begyndelsen af 1960erne. I dag ligger bygningen øde hen. Bygningens oprindelige rumdinddeling er intakt med en gennemgående midtergang med små værelser, køkken, spisesal og vaskerum. 
2020 købte Ærø Kunsthal bygningen for at renovere den med respekt for Fattiggaardens meget klassiske arkitektur. Den 21. maj 2021 åbner Fattiggaarden som bed and breakfast med 7 værelser og 3 lejligheder med køkken og bad. Der er desuden 2 køkkener med udgang til stor udsigtsterrasse. I en separat bygning er der fællesrum med TV og aktiviteter. På den 9.000 kvm grund er der sauna, bordtennis, basket, boldmål og legeplads.
Bregninge Teglværk - også kaldet Madsens Teglværk, 300 meter nordvest for Eskebæks udløb i Østersøen, var i drift fra 1888 til 1938. Værket producerede mursten og drænrør Da produktionen var på sit højeste beskæftigede det 10 mand. En spilbane med tipvogne hentede leret i ler-graven 200 m nord for den nuværende skorsten. Leret blev så tippet fra vognen over i æltemaskinen. Efter at leret var æltet, og stenene formet, blev de stillet op i stabler i tørreladen. Senere blev de tørrede ler-sten på trillebør kørt ind og stablet op i ovnen. Her blev der fyret med kul oppe fra gennem små fyrhuller. Det arbejde var den en teglværksbrænder der varetog. Oprindeligt var der kun en mindre ovn, men i 1908 byggedes en moderne ringovn og den nuværende skorsten. Fra begyndelsen var drivkraften en dampmaskine og senere en petroleumsmotor. Der blev arbejdet på teglværket fra begyndelsen af april til slutningen af september, hvor nattefrosten kunne ødelægge produktionen. Den overvejende grund til lukningen, har sandsynligvis været at lergraven efterhånden var tømt. Der har også været en skibsbro, men den holdt ikke ret længe på den åbne sydkyst. Skorstenen er det eneste der er tilbage af teglværket i dag.

## Turisme
Gæstgiveriet, som er åbent fra maj til september, arrangerer om sommeren forskellige kulturelle arrangementer. I restauranten og haven udstilles værker af anerkendte kunstnere.
På Tværby 15 i Bregninge ligger den bibelske have VIA DOLOROSA (smertens vej). Et 200 meter langt stisystem fører gæsterne igennem haven. I alt er der knap 50 figurer at finde på ruten rundt i haven, og i et lille katalog kan man læse, hvilke historier, de refererer til. Haven er åben fra palmesøndag frem til slutningen af efteråret. Der er gratis adgang.

## Traditioner
Dagene omkring Helligtrekonger fejres i Brejninge-området med en helt speciel tradition på Vest-Ærø, hvor man udklædt går på besøg hos hinanden med lokale historier, fortalt med forvrænget stemme. Gæsterne trakteres indtil de er genkendt.